# 拉巴斯 (恩特雷里奧斯省)
30°45′S 59°39′W / 30.750°S 59.650°W

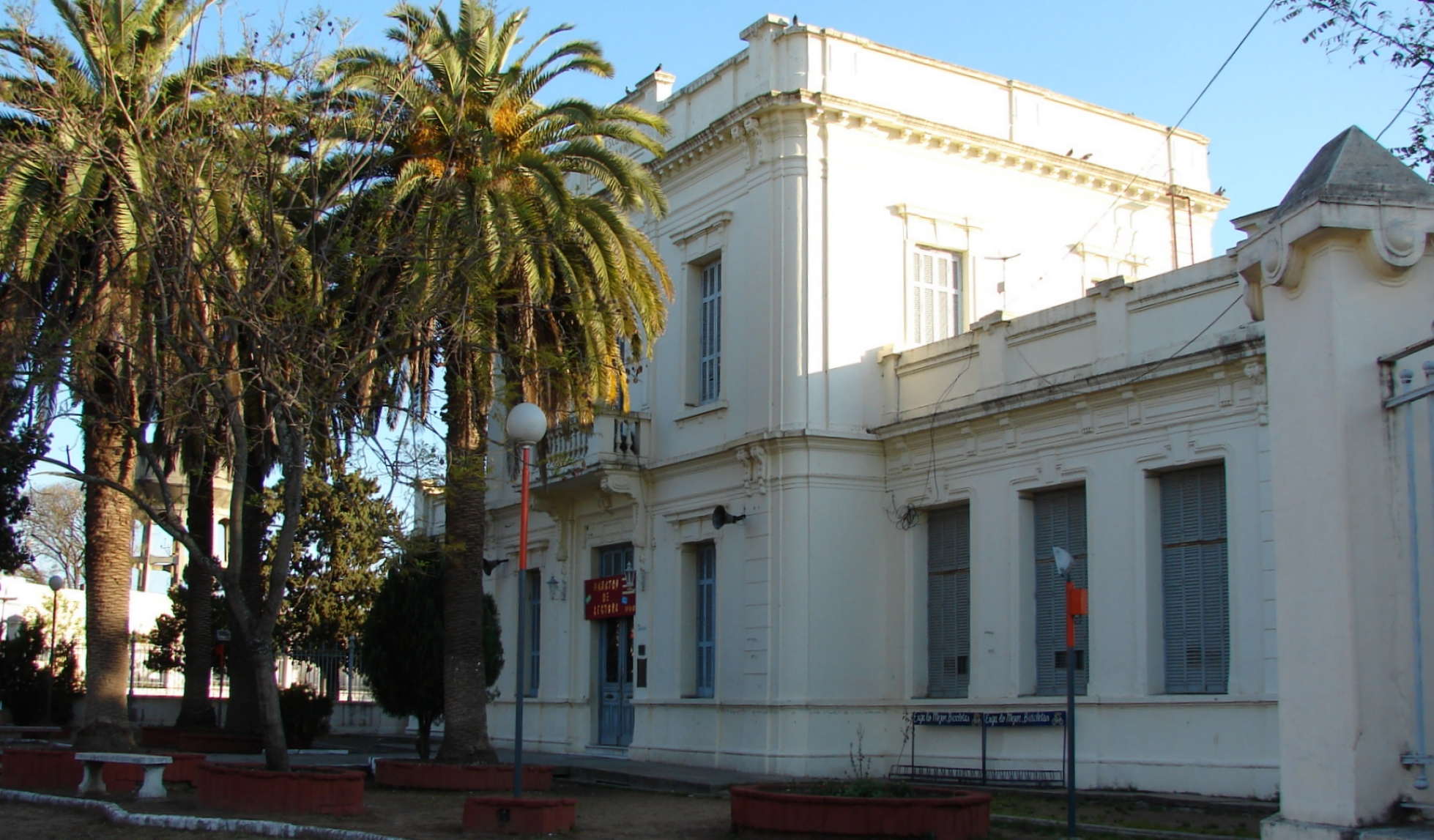
拉巴斯

拉巴斯（西班牙語：La Paz），是阿根廷的城市，位於該國東北部恩特雷里奧斯省，是拉巴斯縣的首府，始建於1835年7月13日，面積119平方公里，海拔高度55米，2010年人口25,808。